# التصنيفات الدولية لأوروغواي
فيما يلي التصنيفات الدولية للأوروغواي.

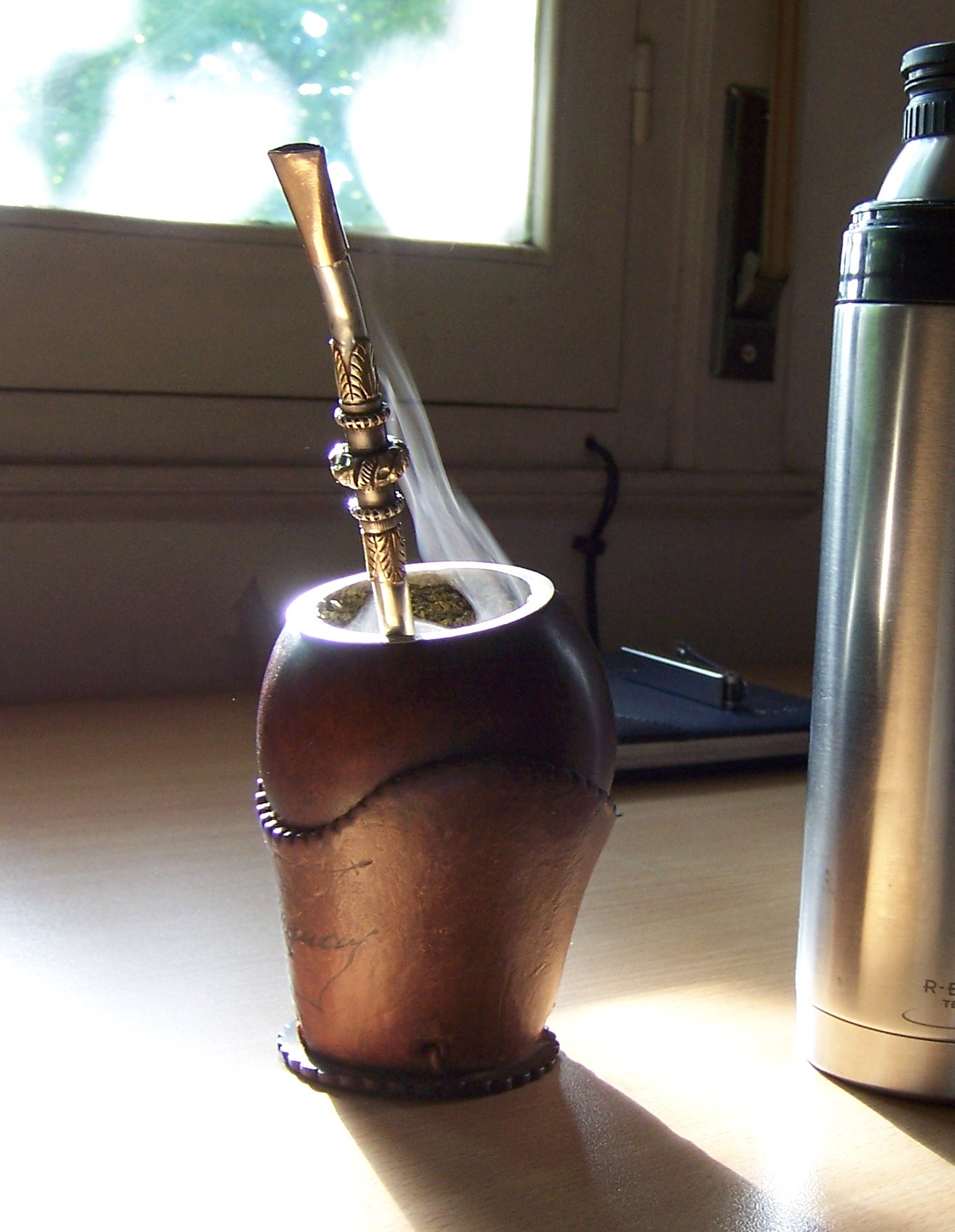
مشروب المتة الساخن في القرع المعتاد، المشروب الوطني الأوروغواياني

## التركيبة السكانية
- تعداد السكان: تأتي الأوروغواي في المرتبة 233 من حيث عدد السكان.

## الاقتصاد
- الناتج المحلي الإجمالي الاسمي: تحتل المرتبة 80 من بين 216 اقتصادًا
- الناتج المحلي الإجمالي للفرد: تحتل المرتبة الستين من بين أعلى الاقتصادات، بقيمة 11969 دولارًا أمريكيًا
- المساواة في الدخل: 0.449 ( مؤشر جيني )
- معدل البطالة: تحتل المرتبة 112، بنسبة 8.70%

## التعليم
- معدل الإلمام بالقراءة والكتابة: المرتبة 51، بنسبة 97.7%

## الطاقة
- إجمالي استهلاك الكهرباء: تحتل المرتبة 88 من حيث الدول الأعلى استهلاكاً.

## البيئة
- انبعاثات ثاني أكسيد الكربون للفرد الواحد: تحتل المرتبة 125 من حيث أعلى الانبعاثات

## الجغرافيا

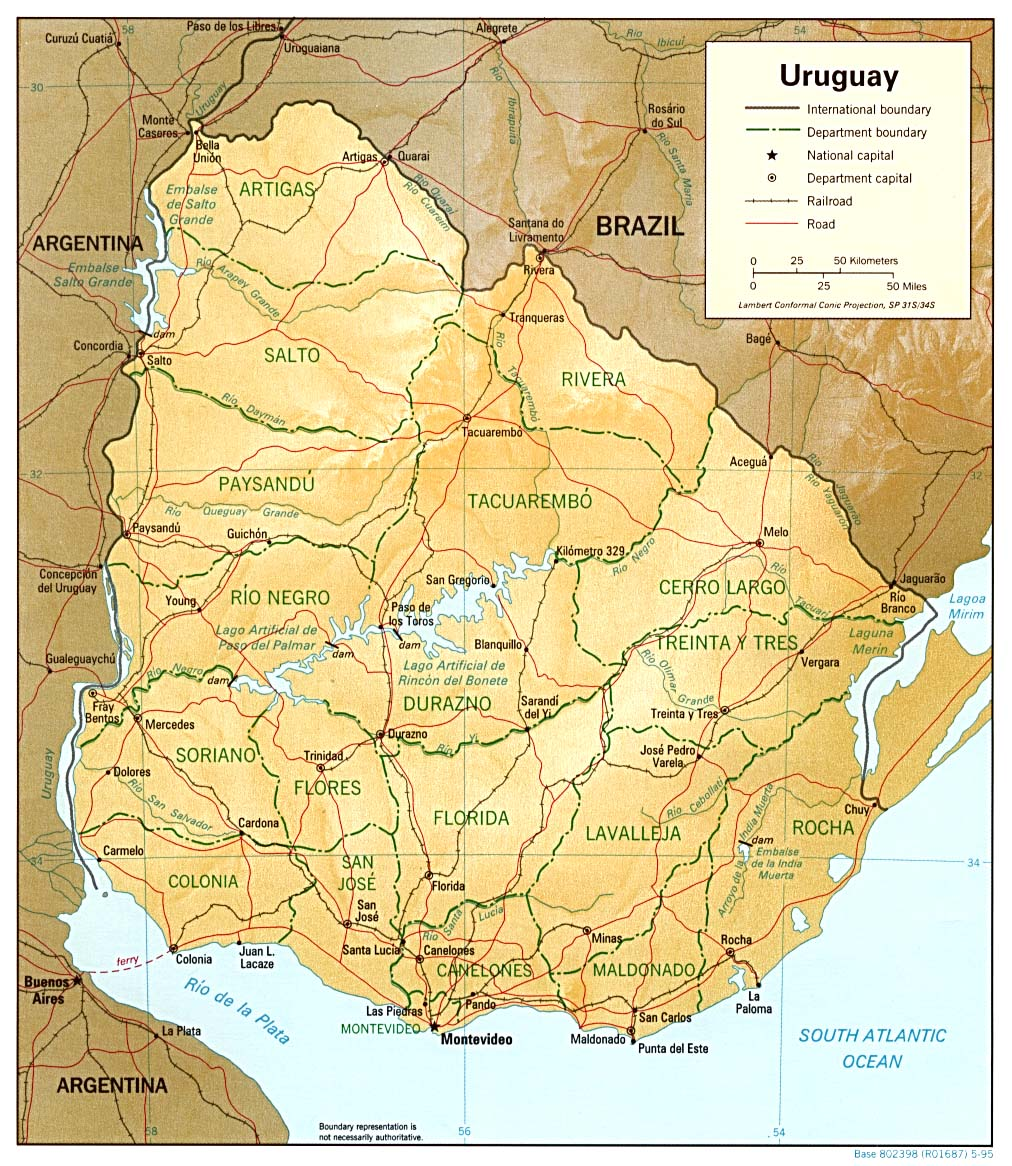
خريطة الإغاثة لأوروغواي

- المساحة: تحتل المرتبة 89 من بين 195 دولة بمساحة 175,015 كيلومتر مربع

## التصنيفات الصحية
- معدل الخصوبة: تحتل المرتبة 140 من بين الدول الأكثر خصوبة، بمعدل 1.85 لكل امرأة
- معدل المواليد: 157 من حيث أعلى معدلات مواليد، بمعدل 13.91 لكل 1000 شخص
- معدل وفيات الرضع: المرتبة 128 من حيث أعلى معدل وفيات، بمعدل 1 لكل 1000 ولادة حية
- معدل الوفيات: تحتل المرتبة 84 من بين الدول الأعلى من حيث معدل الوفيات، بمعدل 9.16 لكل 1000 شخص
- متوسط العمر المتوقع: المرتبة 47، بواقع 76.4 سنة
- معدل الانتحار: المرتبة 24 من بين الدول الأعلى في نسبة الانتحار 24، بمعدل 15.1 للذكور و6.4 للإناث لكل 100000 شخص
- معدل الإصابة بفيروس نقص المناعة البشرية/الإيدز - 108 من حيث عدد الحالات، بنسبة 0.30%

## التصنيفات العسكرية
- مؤشر السلام العالمي 2009، المرتبة 25 [1]
- النفقات العسكرية كنسبة مئوية من الناتج المحلي الإجمالي في المرتبة 104

## المجتمع
- التدخين في أوروغواي : أول دولة في أمريكا اللاتينية تفرض حظراً على التدخين في الأماكن المغلقة
- مؤشر التنمية البشرية – أعلى مستوى في المرتبة 46، عند 0.852

## التكنولوجيا
- المنظمة العالمية للملكية الفكرية: مؤشر الابتكار العالمي لعام 2024، المرتبة 62 من بين 133 دولة [2]

## مؤشر المقارنة لأمريكا اللاتينية
| التصنيف (السنة)               | المؤلف / المحرر / المصدر      | سنة المنشور | الدول التي شملتها العينة | الترتيب العالمي | الترتيب L.A.    |
| ----------------------------- | ----------------------------- | ----------- | ------------------------ | --------------- | --------------- |
| مؤشر الفقر البشري             | برنامج الأمم المتحدة الإنمائي | 2007–08     | 108                      | المرتبة الثانية | المرتبة الأولى  |
| قياس الفقر                    | برنامج الأمم المتحدة الإنمائي | 2007–08     | 71                       | المرتبة الثالثة | المرتبة الثانية |
| مؤشر السلام العالمي           | ذي إيكونوميست                 | 2008        | 140                      | المرتبة 21      | المرتبة الثانية |
| مؤشر مدركات الفساد            | الشفافية الدولية              | 2008        | 180                      | المرتبة 23      | المرتبة الأولى  |
| مؤشر الديمقراطية              | ذي إيكونوميست                 | 2007        | 167                      | المرتبة 23      | المرتبة الثانية |
| مؤشر ليجاتوم للازدهار         | Legatum Institute             | 2008        | 104                      | المرتبة 36      | المرتبة الثالثة |
| مؤشر حرية الصحافة             | مراسلون بلا حدود              | 2007        | 169                      | المرتبة 37      | المرتبة الثانية |
| مؤشر الحرية الاقتصادية        | وول ستريت جورنال              | 2008        | 157                      | المرتبة 38      | المرتبة الثالثة |
| مؤشر التنمية البشرية          | برنامج الأمم المتحدة الإنمائي | 2007–08     | 177                      | المرتبة 46      | المرتبة الثالثة |
| معيار جودة المعيشة            | ذي إيكونوميست                 | 2007        | 111                      | المرتبة 46      | المرتبة السادسة |
| تنافسية السفر والسياحة (2008) | المنتدى الاقتصادي العالمي     | 2008        | 130                      | المرتبة 63      | المرتبة السابعة |
| تقرير التنافسية العالمي       | المنتدى الاقتصادي العالمي     | 2009–10     | 131                      | المرتبة 65      | المرتبة السادسة |
| قائمة الدول حسب مستوى الدخل   | برنامج الأمم المتحدة الإنمائي | 2007–2008   | 126                      | المرتبة 88      | المرتبة 2       |

1. ↑  Worldwide ranking among countries evaluated.
2. ↑  Ranking among the 20 Latin American countries (بورتوريكو is not included).
3. ↑  Ranking among 108 دولة نامية with available data only.
4. ↑  الترتيب من أصل 71 دولة نامية لها بيانات متاحة فقط، أي بلدان العينة التي شملتها الدراسة الاستقصائية بين عامي 1990 و2005. تشير إلى السكان الذين يعيشون تحت خط فقر الدخل كما هو محدد في مؤشر المجموعة البنك الدولي بقيمة دولارين في اليوم
5. ↑  مؤشر أسعار المستهلك لعام 2008 في أوروغواي يساوي مؤشر تشيلي، وبالتالي فإن كلا البلدين متعادلان في المركز الأول في أمريكا اللاتينية.
6. ↑  لأن معامل جيني المستخدم في التصنيف يتوافق مع سنوات مختلفة حسب البلد، واختلاف مسوحات الأسر الأساسية في المنهجية ونوع البيانات المجمعة، فإن بيانات التوزيع ليست قابلة للمقارنة بدقة بين البلدان. لذا، يُعد التصنيف مجرد بديل لأغراض مرجعية، ورغم أن المصدر واحد، إلا أن العينة أصغر من عينة مؤشر التنمية البشرية.

### التصنيفات السياسية والاقتصادية
الناتج المحلي الإجمالي للفرد - تأتي أوروغواي في المرتبة الستين بين أعلى الدول، بقيمة 11969 دولارًا أمريكيًا
مؤشر التنمية البشرية: المرتبة 46، عند 0.852
المساواة في الدخل: 0.449 ( مؤشر جيني )
معدل الإلمام بالقراءة والكتابة: المرتبة 51، بنسبة 97.7%
معدل البطالة: المرتبة 112، بنسبة 8.70%

### تصنيفات أخرى
انبعاثات ثاني أكسيد الكربون - في المرتبة 125 من حيث الانبعاثات، بمعدل 1.65 طن للفرد
استهلاك الكهرباء: المرتبة 88 من حيث أعلى استهلاك للكهرباء، بواقع 7,762,000,000 كيلووات في الساعة
الوصول إلى الإنترنت عريض النطاق: لا توجد بيانات
مؤشر السلام العالمي: المرتبة 25 من حيث أعلى معدل للسلام في عام 2009